# 귀의군 (하서)
귀의군(중국어: 歸義軍)은 당나라의 군 사령부이자 이후 오대 및 북송의 제후국으로, 851년 토번으로부터 독립한 장의조가 세운 정권이다. 910년부터 914년까지는 서한금산국(중국어: 西漢金山國)이라고도 불렸지만, 이후 장씨 정권에 반란을 일으킨 조의금이 정권을 잡은 후 원래 명칭으로 복귀했다. 8세기부터 10세기 초반까지 귀의군은 장씨 가문이 다스렸으며, 이후 10세기 후반부터 11세기 탕구트가 세운 서하가 귀의군을 멸망시키기까지는 조씨 가문이 귀의군을 다스렸다. 귀의군의 본부는 원래 장액이었으나 894년 위구르인이 장액을 함락시키고 감주 위구르를 수립한 뒤에는 둔황으로 본부를 옮겼다.

## 종교
토번이 점령하던 시절부터 둔황에서는 불교가 성행했으며, 귀의군이 둔황을 통치하던 시기에는 불교가 더욱 확산되어 유교 학자들도 불교 수도원에서 공부할 정도였다. 장의조의 가족들도 불교로 개종했으며, 장의조 자신도 어릴 적부터 불교를 공부했다. 둔황의 문서에는 "부처의 세속적 제자인 장의조가 적다"라는 서명도 남아있다. 장의조가 집권한 이후 둔황의 불교는 당나라의 궁정과 다시 접촉했다. 이 시기 장의조는 당 현종과 당 의종의 불교 부흥 운동을 지지하기 위해 하서주랑에서 온 승려 청언의 성과를 그려냈고, 전쟁으로 인해 잃어버린 문서들은 당나라에서 다시 인쇄한 복사본을 이용했다. 장의조와 불교가 연관이 깊었음에도 불구하고 인력 부족으로 인해 장의조는 징집 요구를 충족시키기 위해 많은 절에 속한 가정들을 농부들로부터 독립시켰다.
당나라가 멸망하고 오대 십국 시대가 시작되었을 때, 둔황의 불교는 조각 중심의 전통에서 벗어나 수계와 사실이 아닌 듯한 수트라에 초점을 맞추었다. 그 전인 883년 이후부터, 승려들의 기록은 출판 문서에 언급이 되지 않았으며, 굴을 짓거나 동상을 세우거나 사람들에게 연설하는 수계가 기록되었다.

## 같이 보기
- 막고굴